# Päijät-Häme
Koordinaten: 61° 15′ N, 25° 50′ O
Päijät-Häme [ˈpæi̯jæt ˈhæmɛ] (schwed. Päijänne-Tavastland) ist eine der 19 Landschaften Finnlands. Seit 1997 gehört es zur Provinz Südfinnland. Die Bezeichnung ist zusammengesetzt aus Häme, das eine der alten, historischen Landschaften Finnlands ist, und aus Päijänne, einem der großen finnischen Seen. Wie der Name andeutet, wird die Region durch diesen in Nord-Süd-Richtung lang gestreckten See geprägt. Die Landschaft ist hügelig und abwechslungsreich. Der südliche Teil ist dagegen eher flach und ohne größere Gewässer. Verwaltungssitz und größte Stadt ist Lahti. Die Fläche von Päijät-Häme beträgt 6254 km², die Einwohnerzahl liegt bei etwas über 200.000.

## Geschichte
1870 wurde die Eisenbahnstrecke Riihimäki – Sankt Petersburg eröffnet und ein Jahr später der Kanal von Vääksy. Seitdem spielte der Transport und Handel eine wichtige Rolle in der Region. Das Dorf Lahti wurde 1905 als Stadt gegründet und ist seitdem eine bedeutende Handelsstadt. Als Austragungsort von Wintersport-Wettkämpfen (Skisprung-Weltcup, Nordische Skiweltmeisterschaft 2001) ist Lahti mit seinen drei Schanzen international bekannt. Seit 1924 ist der Radiosender Lahti in Betrieb.

## Wappen
Beschreibung: Auf dem Wappen in Blau lässt eine fischgeschwänzte goldene Jungfrau mit goldenen wehenden Haaren einen goldenen Vogel mit angelegten Schwingen und aufgestellten Schwanzfedern fliegen.
- siehe auch Wappen der finnischen Region Päijät-Häme

## Gemeinden
In Päijät-Häme gibt es neun Gemeinden, von denen drei den Status einer Stadt haben (fettgedruckt). Einwohnerzahlen zum 31. Dezember 2022:
| 1. Asikkala (8.014) 2. Hartola (2.574) 3. Heinola (18.131) 4. Hollola (22.943) 5. Kärkölä (4.198) 6. Lahti (120.175) 7. Orimattila (15.735) 8. Padasjoki (2.750) 9. Sysmä (3.504) |